# Генеральный подрядчик
Генеральный подрядчик, генподрядчик — лицо, выполняющее работы в соответствии с договором подряда путём привлечения других лиц (субподрядчиков). Генеральный подрядчик отвечает перед заказчиком за выполнение всего комплекса работ, установленных договором. В отличие от субподрядчика, генподрядчик должен создать и передать заказчику весь объект в целом, а не выполнить отдельные работы. Особое значение фигура генподрядчика приобретает в строительстве.

## Определение генерального подрядчика в РФ

### Правовые основания
Формального определения «генерального подрядчика» в официальных документах РФ не существует. Однако в Гражданском кодексе РФ (ст. 706) указывается, что подрядчик становится генеральным подрядчиком, если он вправе привлечь других лиц к исполнению своих обязательств. Очевидно, что это и является основным юридическим признаком генерального подрядчика. При этом генеральный подрядчик несёт перед заказчиком всю ответственность за исполнение договора — как за результаты собственных работ, так и за результаты работ субподрядчиков (см. статьи 313 и 403 Гражданского кодекса РФ).

### Генподряд в научно-исследовательских работах
Как известно, подряд присутствует там, где выполняются работы. Поэтому отношения генподрядчика и субподрядчиков могут возникать при выполнении научно-исследовательских, опытно-конструкторских, технологических и других работ, значительно реже — при выполнении бытового подряда. При проведении научно-исследовательских работ следует учитывать, что присвоение результатам субподрядной работы грифа секретности или коммерческой тайны часто влечёт за собой «закрытие» всей работы, в которой использованы эти результаты. Кроме того, при заключении договоров на НИР и НИОКР следует тщательно продумать правовую охрану результатов интеллектуальной деятельности всех участников работ.
Однако наибольшее значение генподрядные отношения приобретают в строительстве, так как в этой отрасли работы выполняются, как правило, большими коллективами, а сами работы весьма разнообразны и имеют различную длительность. Поэтому брать все работы на себя одной организации невыгодно, а часто и невозможно. В дальнейшем мы будем говорить в основном о применении генерального подряда при выполнении проектно-изыскательских, строительно-монтажных и пусконаладочных работ.

### Генподряд в проектно-изыскательских работах
При выполнении проектно-изыскательских работ генеральный проектировщик (так обычно называют генподрядчика проектных работ) заключает договор с заказчиком, получает техническое (архитектурно-планировочное) задание и в завершение готовит проектную документацию для экспертизы. Разделы проекта выполняются им в зависимости от наличия соответствующих специалистов. Как правило, генеральный подрядчик самостоятельно выполняет архитектурные разделы (планировочная организация земельного участка, архитектурные решения, объёмно-планировочные решения), так как они определяют облик здания в целом, во всяком случае, в гражданском строительстве. На субподряд специализированным организациям часто передаются изыскательские работы, проектирование инженерных систем здания и др.
Генеральный подрядчик по изысканиям обычно не нужен, так как отдельные разделы изысканий (инженерно-геологические, инженерно-геодезические, экологические и др.) могут выполняться независимо друг от друга. Координацию изыскательских работ может выполнять технический заказчик или генеральный проектировщик. При заключении генерального контракта с государственным (муниципальным) заказчиком на проектно-изыскательские работы можно воспользоваться текстом типового договора.

### Генподряд в строительно-монтажных и пусконаладочных работах
При выполнении строительно-монтажных работ генеральный подрядчик действует в соответствии с законодательством и с договором подряда на строительство, реконструкцию, капитальный ремонт объекта. Заказчик может оговорить в договоре перечень работ, выполняемых генеральным подрядчиком самостоятельно; остальные работы генеральный подрядчик имеет право передать на субподряд без предварительного согласования, но с уведомлением заказчика.
Пусконаладочные работы, как правило, выполняются субподрядной организацией, имеющей высококвалифицированный наладочный персонал. Они завершают технологический цикл строительства, поэтому договор с ними может быть заключён заказчиком напрямую, без участия генерального подрядчика. К этапу пусконаладочных работ могут быть также отнесены гарантийные испытания технологического оборудования предприятия в целом.

## Основные обязанности генерального подрядчика в строительстве
Генеральный подрядчик заключает договор подряда с заказчиком (техническим заказчиком, застройщиком, инвестором, государственным заказчиком) и договоры субподряда с субподрядчиками. Договор первого вида имеет целью строительство, реконструкцию, реставрацию, капитальный ремонт строительного объекта. Договор второго вида заключается на выполнение отдельных видов строительно-монтажных работ. Разумеется, часть работ генподрядчик может выполнять своими силами. Поэтому у генерального подрядчика обязанности также двух видов: перед заказчиком и перед субподрядчиками.

### Обязанности перед заказчиком
В Своде правил по организации строительства основные обязанности подрядчика и генерального подрядчика перед заказчиком одни и те же. К ним относятся:
- разработка и применение необходимой технологической документации;
- возведение объекта строительства, выполнение работ в соответствии с проектной и рабочей документацией;
- осуществление строительного контроля за соблюдением требований технических регламентов и документации;
- ведение исполнительной документации и передача её заказчику;
- обеспечение безопасности труда и экологической безопасности;
- обеспечение сохранности объекта и порядка на стройке;
- выполнение требований местной администрации по соблюдению порядка на прилегающей территории.

Обязанности должны быть подробно оговорены в договоре генерального подряда. В частности, следует тщательно распределить обязанности по поставке оборудования и других материально-технических ресурсов.

### Обязанности перед субподрядчиками
Обязанности перед субподрядчиками определяются, исходя из того, что генеральный подрядчик является для субподрядчика заказчиком. В 1987 г. было утверждено Положение о взаимоотношениях генеральных подрядчиков с субподрядными организациями. Оно не отменено, хотя и сильно устарело: в 2000 г. Госстрой РФ выпустил письмо о том, что статьи данного положения могут применяться по взаимной договорённости сторон, если не противоречат действующему законодательству. Обычно обязанностями генподрядчика по договору субподряда являются:
- предоставление производственных и санитарно-бытовых помещений для персонала субподрядной организации;
- предоставление складов и площадок для хранения материалов, конструкций и техники субподрядчика с подведением необходимых коммуникаций (водоснабжения, электроэнергии, связи и др.), а также получение технических условий на временное присоединение к сетям инженерно-технического обеспечения;
- передача рабочей документации, необходимой для строительства;
- комплектная передача строительных материалов и конструкций, поставка которых возложена на генподрядчика в соответствии с договором субподряда (разделительной ведомостью);
- обеспечение строительной готовности «фронта работ», то есть предоставление пространства, на котором выполнены все необходимые предыдущие работы;
- координация деятельности субподрядных организаций, включая пусконаладочные организации, в ходе работ;
- своевременный строительный контроль, приёмка и оплата работ.

Взаимные обязанности также должны быть подробно описаны в субподрядных договорах. При вахтовой организации работ генподрядчик может предоставлять в аренду жилые помещения вахтового посёлка. При организации работ большое значение имеет применение методов управления проектами.

### Взаимные расчёты
Расчёты за выполненные работы производятся в соответствии с условиями договоров генерального подряда и субподряда. В зависимости от условий договора, работы сдаются по акту о приёмке выполненных работ субподрядчиком генподрядчику, а затем — заказчику. Поскольку генподрядчик не заинтересован в том, чтобы заказчик знал суммы, выплачиваемые им субподрядчику (они, разумеется, меньше, чем оплачивает заказчик), то подписание трёхстороннего акт приёмки выполненных работ не предусматривается. В то же время акты освидетельствования скрытых и иных ответственных работ, в которых стоимость работ не указывается, подписываются всеми заинтересованными сторонами, так как это ускоряет процедуры расчётов.
Оплата работ производится обычно в обратном порядке: заказчик перечисляет деньги генподрядчику, а последний — субподрядчику. Ранее размер возмещения расходов генподрядчика за услуги, оказываемые субподрядчику, определялся в процентах к сметной стоимости строительно-монтажных работ и составлял 1-4 % в зависимости от вида работ. Ныне этот размер определяется исключительно договорными условиями. Субподрядчик при составлении технико-коммерческого предложения должен самостоятельно оценить необходимые затраты, связанные с участием в проекте.

## Участие генподрядчика в саморегулируемых организациях

### Саморегулируемые организации в строительстве
До 2010 года для работы строительных организаций была необходима лицензия, с 2010 года необходимо было получать допуск саморегулируемой организации (СРО) в строительстве, проектировании или изысканиях, причём был утверждён перечень работ, при которых допуск был необходим. С 1 июля 2017 года допуска СРО отменены, но сохраняется обязанность членства в СРО (подтверждаемая на сайтах СРО) при строительстве по подрядным договорам на сумму более 3 млн руб.
Подрядчики объединяются в СРО добровольно, но в пределах своего региона, по возможности учитывая профиль работы. В частности, для генеральных подрядчиков в 2008 году создана Ассоциация «Объединение генеральных подрядчиков в строительстве», хотя строительная организация вправе вступать в любую СРО своего региона.

### Условия вступления в СРО
При вступлении в СРО строительные организации уплачивают взносы в два компенсационных фонда: фонд возмещения вреда и фонд обеспечения договорных обязательств, а также вступительный взнос (не всегда) и членские взносы на организационные нужды. Взносы не облагаются НДС. Для проектных и изыскательских организаций размер взносов существенно меньше.
Размер взносов в компенсационный фонд возмещения вреда зависит от предполагаемого объёма работ по одному договору и составляет минимально:
| Предполагаемый объём договора                         | Взнос в компенсационный фонд |
| ----------------------------------------------------- | ---------------------------- |
| при объёме до 60 млн руб., а также при сносе объектов | 0,1 млн руб.                 |
| при объёме до 500 млн руб.                            | 0,5 млн руб.                 |
| при объёме до 3 млрд руб.                             | 1,5 млн руб.                 |
| при объёме до 10 млрд руб.                            | 2 млн руб.                   |
| при объёме свыше 10 млрд руб.                         | 5 млн руб.                   |

Выплата из фонда возмещения вреда осуществляется СРО при наступлении солидарной ответственности по обязательствам своих членов, возникшим вследствие причинения вреда заказчику и третьим лицам, например, при полном или частичном разрушении или повреждении здания (сооружения).
Размер взносов в компенсационный фонд обеспечения договорных обязательств создаётся при участии членов СРО в конкурсах на выполнение работ, зависит от предполагаемого объёма работ по одному договору и составляет минимально:
| Предполагаемый объём договора | Взнос в компенсационный фонд |
| ----------------------------- | ---------------------------- |
| при объёме до 60 млн руб.     | 0,2 млн руб.                 |
| при объёме до 500 млн руб.    | 2,5 млн руб.                 |
| при объёме до 3 млрд руб.     | 4,5 млн руб.                 |
| при объёме до 10 млрд руб.    | 7 млн руб.                   |
| при объёме свыше 10 млрд руб. | 25 млн руб.                  |

Выплата из фонда обеспечения договорных обязательств осуществляется СРО при наступлении солидарной ответственности, возникшей вследствие неисполнения своими членами обязательств по договору строительного подряда, например, при нарушении сроков сооружения объекта.
После таких выплат размер фондов должен быть восстановлен до необходимой величины. При выходе из СРО взносы, как правило, не возвращаются.
Кроме внесения взносов, член СРО должен удовлетворять ещё ряду требований, например, иметь в своём составе нескольких специалистов с профильным образованием и стажем работы по специальности, зарегистрированных в национальном реестре специалистов. Требования к количеству специалистов на строительстве особо опасных, технически сложных и уникальных объектов установлены Правительством РФ.

### Профессиональные стандарты квалификации
С 2012 года наряду со специальностью по образованию квалификационной характеристикой является Профессиональный стандарт. В разработке профессиональных стандартов для строительства участвуют Национальные объединения СРО «НОСТРОЙ», «НОПРИЗ», объединение «Российский союз промышленников и предпринимателей», отраслевое объединение «Союз коммунальных предприятий», ассоциация «Объединение административно-хозяйственных профессионалов» и др.

## Генеральный подряд в других странах

### Генеральный подряд в США
На строительстве зданий и сооружений в США большинство генеральных подрядчиков почти не использует собственную рабочую силу. Субподрядчики сами приобретают строительные материалы и технику, а генподрядчики берут на себя руководство строительством. Контракт между генподрядчиком и субподрядчиком содержит перечень и объём работ, перечень стандартов выполнения работ, цену договора, условия оплаты, календарный план работ, страховые условия, трудовые отношения, требования соблюдения федеральных законов, законов штата и муниципалитета и др.
Как правило, генподрядчик диктует субподрядчикам все условия и составляет текст контракта в свою пользу. При нарушении контракта субподрядчиком генподрядчик отстраняет его от работы, удерживает размер убытков из причитающейся оплаты. В случае банкротства субподрядчика генподрядчик использует его материально-технические ресурсы для продолжения работ. Субподрядчики должны внимательно рассматривать юридические тонкости контракта перед подписанием.

### Генеральный подряд в Великобритании
В Великобритании и странах Британского Содружества вместо термина «генеральный подрядчик» для заключения контрактов на строительные работы применяется термин «главный подрядчик» (en:Main contractor). Однако в крупных проектах главный подрядчик может руководить стройкой, а генподрядчик выполняет работы самостоятельно и нанимает субподрядчиков. На государственных заказах генподрядчики могут называться также «первичными подрядчиками» (en:Prime contractor). Генеральный подрядчик участвует также в различных формах подряда: «проектирование-строительство» (en:Design–build), «проектирование-тендер-строительство» (en:Design–bid–build) и др..

### Генеральный подряд в Германии
В Германии генеральный подряд (de:Generalunternehmer) сильно развит в связи со специализацией предпринимателей и традиционным соблюдением договорных отношений. Преимуществами генерального подряда считаются: единственность договора и упрощение координации сроков для заказчика, возможность сдачи объекта «под ключ». Недостатками могут быть: необходимость тщательной проработки заданий в договоре, ограниченная синхронизация проектирования и строительства, стоимостные риски при более поздних изменениях требований. Услуги генерального подрядчика часто оплачиваются по фиксированной ставке (паушальной суммой).
На крупных промышленных стройках возможно присутствие нескольких генеральных подрядчиков, например, по строительным работам, по монтажу оборудования, по проектированию, каждый из которых может заключить контракт с заказчиком. Если генподрядчик не выполняет хотя бы часть работ собственными силами, он носит название «генеральный правопреемник» (de:Generalübernehmer). Координацию работ может осуществлять общий подрядчик (de:Totalunternehmer). Термин «главный подрядчик» (Hauptunternehmer) применим обычно к выполнению и координации работ по несущим конструкциям. Такая схема оправдывает себя на заключительной стадии строительства, так как генеральный подрядчик по строительным работам может испытывать трудности при сдаче работающего технологического оборудования. Для сравнения: в РФ генеральный подрядчик является, как правило, общестроительной организацией, что помогает ему пройти первый сложный этап стройки.

### Генеральный подряд во Франции
Во Франции, как, собственно, и в России, строительство чётко делится на выполнение государственных заказов и обычную предпринимательскую деятельность. Работы без привлечения профессионалов допускаются только для небольших объектов, например, домов площадью до 150 м2. В крупных проектах, в которых участвует до 40 исполнителей, обычно участвует генеральный подрядчик (fr:Entreprise générale), хотя может создаваться и консорциум исполнителей. При выполнении государственных заказов не допускается малейшая аффилированность с производителями работ, в том числе путём передачи заказов и сотрудничества.